# Pedro Cegarra Agüera
Pedro Cegarra Agüera   (Cartagena, 3 de juliol de 1938) és un antic pilot de motociclisme murcià resident al País Valencià que destacà en competicions estatals durant les dècades de 1970 i 1980. Al llarg de la seva dilatada trajectòria esportiva, que va durar més de 20 anys, va aconseguir 670 trofeus.
Nascut a Cartagena i establert a Alacant des de jove, Cegarra va començar a competir a 26 anys i va guanyar el Campionat d'Espanya de 125cc amb una Sanvenero el 1982, quan ja en tenia 44. Especialista en cilindrades petites i curses urbanes, va destacar per ser dels primers a adaptar una motocicleta de motocròs -concretament, models de Bultaco Pursang- per a córrer en velocitat, cosa que els puristes deploraven però que als circuits urbans de l'època donava excel·lents resultats. Els seus duels amb Enrique Escuder, tots dos equipats amb Pursang, varen ser constants durant anys.